# 사이토 모모코
사이토 모모코(斎藤 桃子,본명 동일, 1982년 6월 30일 - )는 일본의 여성성우. 현재 소속사가 없는 프리랜서 성우다. 효고현 타카라즈카시 출신혈액형은 O형. 신장 160cm. 애칭은 모모짱(桃ちゃん,ももちゃん).

## 경력
1999년, 현역고교생퍼스낼러티로 라디오 방송『오노사카·사쿠라이·모모코의 전뇌전대 하늘다람쥐W(小野坂・桃井・ももこの電脳戦隊モモンガーW)』에 출연.고교졸업후에는 일본 고가쿠인 전문학교의 연극 배우과 성우 코스에서 RAMS Professional Education으로 진보해, 각각 재학 중으로 라디오방송이나 이벤트등의 출연을 하고 있었다.
2005년4월, 람즈소속의 이노우에 나나, 쇼우지 유이, 미야자키 우이와 「성우유닛 클로버」을 결성,CD릴리즈나 라디오패스널리티 등의 활동을 시작, 유닛멤버들과 함께 출연한 『IZUMO -타케키검의 섬기-(IZUMO -猛き剣の閃記-)』에서 성우로 데뷔한다.
동년 10월, 『SoltyRei』(2005년 10월 - 2006년 3월)에 첫 주연, 그 후에『연금3급 매지컬?포카~앙(錬金3級 まじかる?ぽか～ん)』(2006년 4월 - 동년 6월), 『쵸콧토Sister (ちょこッとSister)』
2008년 2월부터 소속사무소인 람즈를 퇴소하고 프리랜서가 되었다.

## 인물
- Solty Reidio에서 함께 퍼스낼러티를 맡은 아사노 마스미에게 토크 스타일등 많은 영향을 받아서「아사노 칠드런(浅野チルドレン)」라고 불린다.
- 공식 프로필에는 도쿄도 출신이지만, 어렸을 때에는 칸사이 방면을 포함하면서 전학을 반복해, 소학교 저학년까지 이바라키현에 거주, 초등학교를 다니던 도중에 도쿄도로 이사했다고 라디오에서 이야기했다.
- 가족 구성은 부, 모, 남동생, 오카메잉코인 펫「피이짱」. 괴짜가 많다는 가족의 이야기는 토크의 이야깃거리로 자주 등장하지만, 자신이 이야깃거리가 되는 것을 싫어하는 남동생에게는 라디오 프로그램에 출연한다는 것을 숨기고 있다고 한다.
- 취미, 특기는 플루트 연주 등.
- 그림, 일러스트가 자신있고, 출연 애니메이션의 스핀오프 기획 등에도 활용되고 있다.
- TV애니메이션「초콧토Sister」작중에서 초코가 그리고 있는 그림일기는, 성우인 사이토 자신이 설정에 맞추어 작성한 것. 작중에 등장하는 같은 애니메이션 엔딩테마인「네코냥댄스」의 안무도, 원작 일러스트를 토대로 사이토가 했다.[2]
- TV애니메이션「동인워크」실사파트, 동인지제작기획「동인두근두근」에서는, 방송기획으로서 공연자「코야마 키미코」와 함께 동인지 제작, 발행을 목표로 해서 만화를 집필해 무사히 완성시켰다.
- 서도 대리 사범의 자격을 가지고 있어서, 지도서에 표본으로 게재된 적도 있다고 한다.
- 한자를 잘 못한다.「Solty Reidio」에서는, 대본을 읽는 것과 같은 실수를 라디오 프로그램에서도 한다. (죽은 로즈 앤더슨을 사랑하며…),「솔티 선생님의 편차치 0에서의 한자 검정」(후에 「로즈 선생님의 편차치 0에서의 한자 검정」으로 개칭)이라고 하는 코너가 생기면서, 여러 가지 형태로 한자 지식 부족이 이야깃거리가 되고 있다.
- 편의점의 계산대 아르바이트, 어린이 쇼의 사회, 육아 상담, 포켓몬 센터의 누나 등 여러 가지 아르바이트를 한 경험이 있다.

## 출연작품
※굵은 글씨는 주역또는 메인 캐릭터

### TV 애니메이션
2005년
- IZUMO -타케키검의 섬기- (IZUMO -猛き剣の閃記-) (백호)
- SoltyRei (솔티 레반트)

2006년
- 쵸콧토Sister (ちょこッとSister) (쵸코)
- HANOKA ~잎의 향(HANOKA ～葉ノ香～)~ (유우리 카미노자)
- 빙쵸탄 (びんちょうタン) (알로에)
- 지켜줘! 롤리팝 (まもって!ロリポップ) (산 셰라드)
- 연금3급 매지컬?포카~앙 (錬金3級 まじかる?ぽか～ん) (유우마)

2007년
- 아이돌 마스터 XENOGLOSSIA (アイドルマスター XENOGLOSSIA) (후타미 마미, 아이 #1)
- 현시연2 (げんしけん2) (아사다/냐아코)
- 스케치북 ~full color's~ (スケッチブック ～full color's～) (쿠가 코카게, 피이짱, 친구A, 야구부원, 레지의 언니, 유탄포, 스즈메, 은행원)
- 동인워크 (ドージンワーク) (츠유리)
- 푸르릉! 시즈쿠짱 아핫☆(날아라 방울방울 친구들 2기,ぷるるんっ!しずくちゃん あはっ☆) (로제짱)
- Master of Epic The Animation Age (와라겟쳐 그린)

2008년
- 광란가족일기 (狂乱家族日記) (오데사 에이)
- 연희†무쌍 (恋姫†無双) (나쁜 녀석)

2009년
- 사키-Saki- (咲 -Saki-) (토우요코 모모코)
- 쿠푸~!! 마메고마! (クプ〜!!まめゴマ!) (체리짱)
- 우주를 달리는 소녀 (宇宙をかける少女) (시시도 사쿠라)

2010년
- WORKING!! (타카나시 나즈나)
- 쓰리몬 (쿠리야마 아이코)

### OVA
- 이세계의 성기사 이야기 (異世界の聖機師物語) (마리아 나나단)
- 별의 바다의 아무리 (페리에)

### 게임
- 세퍼릿 하트(セパレイトハーツ) (후타바 미도리)
- BALDR BULLET EQUILINRIUM (헤나 브라카슈)
- 파르페 -Chocolat Second Style- (パルフェ -Chocolat Second Style-) (사와자키 미오)
- 마나케미아2 ~덜어진 학원과 연금술사들~ (マナケミア2 〜おちた学園と錬金術士たち〜) (티트리)
- 어두운 밤에 속삭이다 ~탐정 사가라 쿄이치로~ (闇夜にささやく ～探偵 相楽恭一郎～) (카게모리 미오)

### 실사
- Dramagix시리즈
  - CLOVER IN CROSSOVER (사이토 모모코(齋藤モモコ)) - Dramagix시리즈제2탄
  - Princess Cat -프린세스 캣- (Princess Cat -プリンセスキャット-) (니시마치 스모모) - Dramagix시리즈제4탄
  - 파르페 ~어나더 스토리~ (パルフェ ～アナザーストーリー～) (사와자키 미오) - Dramagix시리즈제7탄

### 라디오
- 오노사카·사쿠라이·모모코의 전뇌전대 하늘다람쥐W(小野坂・桃井・ももこの電脳戦隊モモンガーW) (문화방송：1999년 10월 - 2000년 3월)
- 명·메구미의 드림파티 (明・めぐみのドリーム・ドリーム・パーティ) (문화방송：2002년)
- 사이토 모모코의 드림 드림 피치 (斎藤桃子のドリーム・ドリーム・ピーチ) (드리퍼부속WEB라디오：2002년5월 - 2003년3월)
- 사카모토 미사토의 람☆람☆밀크학원 (坂本美里のらむ☆らむ☆みるく学園) (JAM STATION：2002년5월 - 2003년3월)
- 쇼지·미야자키·사이토의 방과후 비밀 회의 (庄子・宮崎・斎藤の放課後ひみつ会議) (애니스타.TV：2004년11월 - 2005년4월)
- 클로버의 밤놀이 카니발 (クローバーの夜遊びカーニバル) (라디오 칸사이：2005년4월 - 2006년3월, 애니스타.TV：2005년4월 - 2007년11월)
- 성우 그랏체 (声優グラッチェ) (라디오칸사이,애니스타.TV：2005년4월 - 2007년3월)
- Solty Reidio (온센, 란티스 웹라디오：2005년10월 - 2006년7월, 특별배포：2006년 8월 14일(7월29일 공록))
  - Solty Reidio 지하가 중계국 (Solty Reidio 地下街中継局) (애니메이트TV：2005년11월 - 2006년4월)
  - Solty Reidio 헌터즈길드 중계국 (ハンターズギルド中継局) (BEWE：2006년5월 - 동년8월, 유료배포(월2회), 전8회)
- 초콧토☆라디오! (ちょこッと☆らじお!) (애니스타.TV：2006년 6월30일 - 동년12월22일, 격주)
  - 초콧토☆라디오! 출장판 (ちょこッと☆らじお!出張版) (캐릭라디오：2006년 8월4일·8월 18일, 전2회)
- 망상워크 (モーソーワーク) (애니스타.TV, 메디파크 라디오：2007년 6월 - 동년9월, 전16회)

### CD

#### 드라마CD
- 우리폿 (うりポッ) (아마노 유리코)
- 슈퍼 메이드 치루미씨 (スーパーメイドちるみさん) (치루미)
- 초콧토Sister앙초코 (ちょこッとSister あんちょこ) (초코)
  - 앙초코1권째 (Under Chocottosister File.ONE)
  - 앙초코2권째 (Under Chocottosister File.TWO)
  - 앙초코3권째 (Under Chocottosister File.THREE)
  - 앙초코4권째 (Under Chocottosister File.FOUR)
- 스케치북 ~full color's~ (スケッチブック ~full color's~) 드라마CD『Sketch Book Stories ~전야제~』 (쿠가 코카케)
- DEARS열두별자리이야기 Artemis Side (DEARS十二星座物語 Artemis Side) (게자리 로우도쿠)

#### 라디오CD
- Solty Reidio COURL_1 『AICましてGONZOわ』
- Solty Reidio COURL_2 『죽은 로즈 앤더슨을 사랑하며…(亡きローズ・アンダーソンをイツクシんで…)』
- Solty Reidio COURL_3 『처음뵙겠습니다, 사이토 스모모입니다. (はじめまして, 斎藤すももです)』

#### 캐릭터송
- believe...(『SoltyRei』캐릭터송/『Solty Reidio』테마송)
- 네코냥댄스 ~초코의 노래방 BOX version(ねこにゃんダンス ~ちょこのカラオケ BOX version)(초콧토Sitster사운드트랙「앙초코4권째」수록곡)
- 해버립시다 sensuous (유우마 Ver.)(しちゃいましょう sensuous(ゆうまVer.))(『연금3급매지컬?포카~앙』제1화 엔딩테마)
- 두근두근☆무문제 (トキメキ☆無問題(も~まんたい)) (드라마CD『우리폿』오프닝테마)
- 미래를 위해서 (未来(あした)のために) (『동인워크』실사파트「동인두근두근」삽입곡 / 방송공식동인지『동인혁명』부록CD)
- 질풍 자붕글 (疾風ザブングル) (아이돌마스터 XENOGLOSSIA캐릭터앨범vol.2『열창! 선라이즈 거대로봇 애니송풍』수록)
- 해버리자! (やっちゃおうよ!) (별의 바다의 아무리星)주제곡 / 아무리를 지휘하는 우주소녀 밴알렌대 (アムリ率いる宇宙少女ヴァンアレン隊)(마키노 유이・아이자와 미치루・사이토 모모코)
- 로제색 시르브프레 (ロゼ色 シルヴプレ) (로제짱역으로해서 /「푸르릉! 시즈쿠짱 아핫☆ 송앨범 푸릉송파!!」수록)
- 만화가코게돈보*의 오리지널 캐릭터「타마땅」/서클 2-dimension 발행의 동인CD
  - 우사미미 쇼트케이크 (うさみみショートケーキ)
  - USB!!!-우사미미 스위트 바니걸- (USB!!! -うさみみ すぅい～と ばに～がぁる-)
  - 두근두근!타마땅×헬로월드☆ (どきどき！たまタン×はろぅわーるど☆)
- 코단샤 연재두근두근! 타마땅특장판 오리지널 CD
  - 하트의 리듬(ハートのリズム)

#### 유닛
전부 Clover의 음반
- 최신Dream (最新Dream) / 그거야Love!! (それだLove!!) (1st싱글)
- 정말좋아MAGIC (マジスキMAGIC) / 네잎이야기 (四つ葉物語)(2nd싱글)
- Poppin' Heart는 하나뿐? (Poppin' Heartはひとつだけ?) / First*Kiss (3rd싱글)
- Miracle Episode I / 고마워의 노래(ありがとうのうた) (4th싱글)
- 4 HOPES (1st앨범)

### CM
- GONZO STYLE (나레이션, 2006년1월 - 2007년 7월쯤)
- 푸르릉!시즈쿠짱 (ぷるるんっ!しずくちゃん) 관계 (나레이션)
  - 주제가싱글 Sister MAYO with D.D.S 『푸르릉! 시즈쿠짱 (ぷるるんっ!しずくちゃん) / 시즈쿠의 숲에서 안녕하세요 (しずくの森からこんにちは)』(2006년 10월 - 동년 12월)
  - 코로짱팩(コロちゃんパック) 푸르릉!시즈쿠짱 (2007년 1월 - 동년3월)
  - 주제가DVD『시즈쿠의 숲의 음악회(しずくの森の音楽会)』(2007년 3월 - 동년 5월)
  - TV애니메이션 푸르릉!시즈쿠짱 DVD (2007년 3월 - 2008년 4월)
  - 푸르릉! 시즈쿠짱 송콜렉션 『시즈쿠의 숲의 히트 퍼레이드!』(ぷるるんっ!しずくちゃん ソングコレクション 『しずくの森のヒットパレード!』) (2007년 5월 - 동년 6월)
  - 푸르릉! 시즈쿠짱 착신음전송 서비스 (2007년 7월 - 2008년 3월)

### 그 외
- 애니천국 (アニメ天国) (리포터：2005년4월 - 동년9월, 코너레귤러：2005년10월 - 2006년10월)
- 애니파라다이스! (アニメぱらだいす!) (특파원：2005년4월 - 2006년3월, 레귤러:2006년4월 - 2007년4월)
- Dream Factory (2004년5월 - 2005년3월)
- 사이토모모코의「초콧토☆☆포츳토」(斎藤桃子の「ちょこッと☆ぽつッと」) (2006년7월 - 동년12월, 애니메이트TV)